# 王立香港連隊
王立香港連隊（おうりつほんこんれんたい、英語: Royal Hong Kong Regiment、中国語: 皇家香港軍團、略称RHKR）または王立香港連隊（義勇軍）（英語: Royal Hong Kong Regiment (The Volunteers)、中国語: 皇家香港軍團（義勇軍）、略称RHKR (V)）、香港義勇軍（英語: Hong Kong Volunteers、略称義勇軍）は、香港政庁が設立した香港の地域軍事部隊であり、その歴史は1854年に遡る。軍団は香港政庁に所属し、平時には香港政庁が直接指揮し、戦時には駐港英軍司令官の指揮下に置かれた。この連隊は当初、志願制の「香港義勇軍」として、クリミア戦争への派遣により駐港英軍が手薄となった香港の防衛を補うために設立され、初期のメンバーの多くは香港に居住するイギリス人であった。1878年には常設の香港の現地予備兵力となり、1917年に政庁が香港居住の適齢イギリス人男性に兵役義務を課すと、義勇軍の構成員は主に徴兵された現地住民となった。1920年代に「香港義勇防衛軍団」に改組され、徴兵制が廃止されると、香港在住の華人住民も参加できるようになり、それ以降華人構成員数は徐々に増加した。1939年、第二次世界大戦の勃発に伴い、再びイギリス人男性住民に兵役義務が課された。1941年12月には日本軍の香港侵攻に伴い香港の戦いが勃発し、軍団は18日間の戦闘で172名の隊員が戦死した。1951年、ジョージ6世は戦時中の貢献を表彰して「Royal（皇家）」の称号を授与し、連隊は「皇家香港防衛軍」として再編された。1950年代、香港周辺の緊張した情勢を受け、英籍住民に対して再び参加が義務付けられたが、1961年には再び志願制に戻った。1970年、防衛軍は再編され、空軍部隊は「王立香港補助空軍（中国語: 皇家香港補助空軍）」、陸軍部隊は「王立香港連隊（中国語: 皇家香港軍團）」となった。皇家香港軍団はさらに「義勇軍」の名称も加えられ、「皇家香港軍団（義勇軍）」となった。その後、連隊は第48グルカ歩兵旅団の管轄下の部隊となり、1995年9月3日に解散した。

## 歴史

### 香港義勇軍の成立
クリミア戦争により、香港に駐留していた英国王立海軍が一時的に香港を離れる必要が生じた。これにより香港の防衛力が低下し、香港近海の大鵬湾、伶仃洋、南シナ海で活動する海賊に対応する余力がなくなった。この状況を受け、香港政庁は香港在住の志願者を募り、軍隊を編成することを決定した。1854年5月に「香港義勇軍」（英語: Hong Kong Volunteers、略称HKV）が設立され、当時99名のヨーロッパ系香港住民が志願入隊した。義勇軍への参加は志願制であったが、多くの志願者は香港で著名な人物であった。例えば、レーンクロフォードの創業者トーマス・A・レーン（Thomas A. Lane）、商人のジョージ・ダッドル（George Duddell）とフレデリック・ダッドル（Frederick Duddell）の兄弟（中環の「都爹利街」はこの二人にちなんで名付けられた）、時計商人のダグラス・ラプライク（Douglas Lapraik、中環の「德忌利士街（Douglas Street）」の由来となった）などが含まれる。1868年、ヨーロッパの情勢が安定したことを受けて、香港義勇軍は解散した。

### 改組と兵役法
1878年、香港砲兵・ライフル義勇軍（英語: Hong Kong Artillery and Rifle Volunteer Corps、中国語: 香港炮兵来福槍義勇軍、略称HKARVC）が成立し、1899年には新界へ進駐した。義勇軍は志願制であるものの、イギリス商人が香港で貿易に携わり、多くのイギリス人を香港に招いて働かせていたため、兵員の確保は十分であった。また、一部志願者はイギリス本国で軍務経験があり、義勇軍には十分な指導者が揃っていた。さらに、香港総督マシュー・ネイザンやフレデリック・ルガードは義勇軍の運営を強く支持していた。そのため、義勇軍は後備軍でありながら、香港の防衛において重要な役割を果たしていた。
1914年に第一次世界大戦が勃発すると、ヨーロッパでの戦闘により駐港英軍の規模が縮小した。香港政庁は義勇軍を海外に派遣してイギリス軍を支援することはなかったが、多くの義勇軍兵士が自ら香港を離れ、ヨーロッパ戦線に参加することを決意したため、義勇軍の人数は大幅に減少した。1917年、香港砲兵・ライフル義勇軍は香港防衛軍団（英語: Hong Kong Defence Corps）に改組され、同年香港政庁が「兵役条例」を可決して徴兵制を実施し、香港に居住するイギリスの適齢男子に兵役を義務付けると、これにより、香港で徴兵されたイギリス人の多くが香港防衛軍団への入隊を選んだ。

### 防衛軍と第二次世界大戦

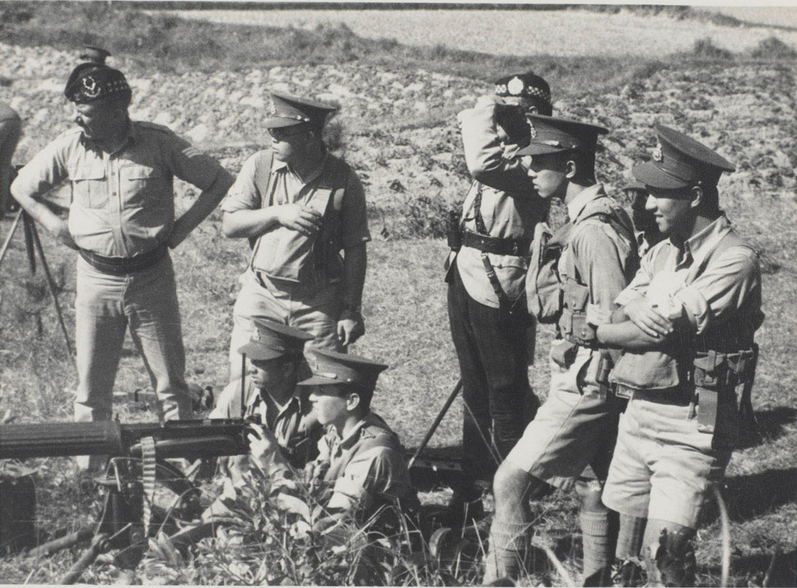
1938年、新界でヴィッカース重機関銃の操練を行う香港義勇防衛軍隊員

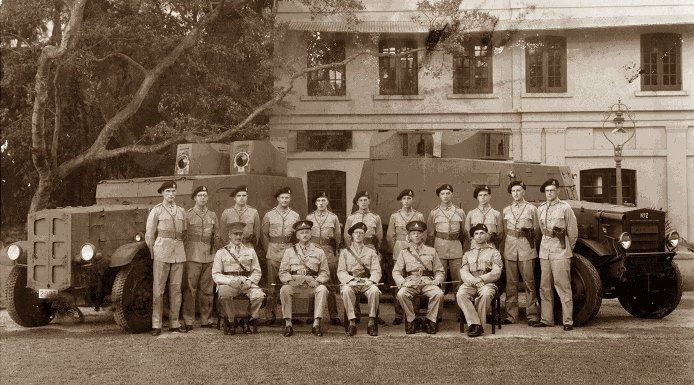
防衛軍の装甲車2輌の前で記念撮影する義勇防衛軍士官

1920年、第一次世界大戦の終結に伴い兵員の需要が減少したため、兵役は志願制に移行し、後備軍は香港義勇防衛軍（英語: Hong Kong Volunteer Defence Corps、略称HKVDC）に改組された。また、新たに「志願軍法例」が制定され、一般的な外敵への防御に加え、香港警察および正規軍を補助して内乱に対応する条文が追加された。防衛軍は香港人の召募を開始し、さらに女性隊員を医療業務に参加させる取り組みも始めた。1920年代、防衛軍は武装車両の配備を開始した。最初に導入されたのは、遮打爵士の資金提供により、フォードのトラックシャーシを改造して製造された武装トラックであった。この車両にはヴィッカース重機関銃が2門搭載され、運用の結果、武装車両の配備が防衛軍の戦闘機動性を大きく向上させることが証明された。この成功を受け、香港総督は年度予算に装甲車の購入費用を組み込むことを決定した。1925年、防衛軍は初めて装甲車を配備した。この装甲車は黄埔船塢でデニス社製の二軸貨車シャーシを改造して製造され、車体は鋼板製で、屋根部分には機関銃を搭載することが可能であった。1930年代初頭には、さらに2台のソーニクロフト社製三軸貨車シャーシが黄埔船塢にて装甲車に改造された。しかし、デニス製および最初のソーニクロフト製シャーシを用いた装甲車は装甲が重すぎたため、操縦性に問題があった。そこで、2台目のソーニクロフト製シャーシで製造する際に改良が施された。1940年から1941年にかけて、ベッドフォード製の二軸貨車シャーシ4台が九広鉄路で装甲車に改造された。一方、初期のデニス製シャーシを使用した装甲車と、最初のソーニクロフト製シャーシを使用した装甲車は退役した。その結果、香港の戦いが勃発した際、防衛軍は合計で5台の装甲車を装備していた。
1939年に第二次世界大戦が勃発し、1940年6月にはナチス・ドイツがフランスを打倒した。の後、ドイツ空軍は大規模な空襲を開始し（バトル・オブ・ブリテン）、同時にイタリアはスエズ運河を掌握するためエジプトへの侵攻を図った。一方、日本はドイツおよびイタリアと同盟を結び枢軸国を形成し、東南アジアへの侵攻を計画し始め、東アジアの情勢はますます緊張した。日本が太平洋戦争を発動し香港侵攻を行う以前、西ヨーロッパではイギリスのみがナチス・ドイツおよびイタリアに単独で対抗していたため、イギリスは極東地域にまで手が回らなかった。駐港英軍はわずか4個正規歩兵大隊であり、1941年11月にカナダ軍2個大隊が香港守備軍への増援として派遣されたものの、香港義勇防衛軍（1個歩兵大隊相当）、さらに新設された香港華人軍団、およびヒューシリアーズ（英語: Hughesiliers、中国語: 曉士兵團）と呼ばれた退役軍人による民兵1部隊を含めても、香港守備軍全体の人員は1万人あまりに過ぎなかった。これに対し、日本軍は香港侵攻に約4万人の兵力を投入しており、その兵力差は明らかであった。このような状況下、香港義勇防衛軍は後備軍でありながら、香港の防衛全体において重要な役割を果たすことになった。
防衛軍は戦前、砲兵中隊、高射砲中隊、装甲車小隊、工兵小隊、重機関銃中隊などで編成されていた。1939年、香港総督ジェフリー・ノースコートは徴兵制の再導入を決定し、同年7月に香港立法局は「戦闘人員義務法令」を可決した。この法令により、香港に居住する適齢のイギリス人男性に兵役が義務付けられた。彼らの多くは香港で職業を持っていたため、大部分が香港の後備軍である香港義勇防衛軍に参加し、日常的に基地に駐留する必要はなかったものの、定期的に訓練を受け、招集時には演習に参加することが求められた。徴兵制の施行により、防衛軍の兵員は主に香港に居住するイギリス人で構成されていた。一方で、防衛軍に参加する香港在住の華人も増加しており、防衛軍内で一定の割合を占めるようになった。第3中隊には117人がおり、大部分がユーラシアンであったため、「欧亜部隊」と呼ばれていた。また、1937年10月に編成された第4中隊は全員が香港華人で構成されていた。

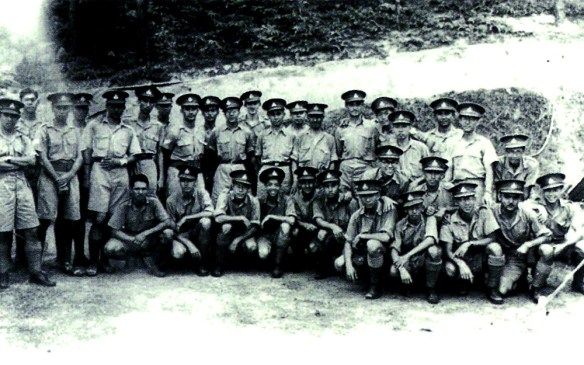
香港の戦い前夜に撮影された香港義勇防衛軍第3中隊。渣甸山および黃泥涌峡の防衛戦を守備し、1941年12月19日香港島に侵攻した日本軍に対して奮戦し、多くの損害を与えた一方で、中隊自体も多くの兵士が戦死することになった

1941年12月5日、イギリスが日本による開戦の兆候を察知したことを受け、香港防衛軍は2,200名の全階級の隊員を召集し、日本軍との戦闘準備を整えた。12月8日早朝、日本軍が香港に侵攻し、香港の戦いが勃発した。防衛軍は戦争初日から新界で王立工兵隊と協力し、破壊活動や道路封鎖を実行して日本軍の進軍を遅らせた。12月18日、日本軍が香港島に上陸すると、渣甸山、黄泥涌峡、寿臣山を守備する防衛軍と激戦を繰り広げた。防衛軍は渣甸山の機銃堡塁、黄泥涌峡および寿臣山の防衛線で最後の一刻まで奮戦し、第3中隊の隊員は渣甸山と黄泥涌峡の戦いでほぼ全滅した。また、赤柱においても防衛軍は必死に抗戦した。香港総督マーク・ヤングは孤立無援の状況下で敗局を覆せず、12月25日の午後、日本軍に降伏した。しかし、赤柱ではセドリック・ワリス准将が指揮する東旅部隊が降伏命令を確認できず、12月26日に英軍からの正式な降伏命令を受けるまで戦闘を続けた。18日間にわたる戦闘で、防衛軍は172名が戦死し、39名が行方不明、さらに78名が捕虜収容所で死亡した。一部の隊員はビルマへ逃れ、香港志願中隊（英語: The Hong Kong Volunteer Company、中国語: 香港志願連、略称HKVC）を結成し、ビルマ遠征軍の特殊部隊「チンディット」に加わり、東南アジアで日本軍との戦闘を続けた。また、別の隊員は中国大陸に潜伏して香港軍事服務団に加わり、中国国民政府およびイギリス軍の対日作戦を支援した。これには、連合軍の情報収集、捕虜やパイロットの救助などの任務が含まれた。1945年8月15日、日本が降伏し戦争が終結、8月30日にはセシル・ハーコート少将率いるイギリス海軍太平洋艦隊が香港に到着し、香港は再びイギリスの統治下に戻った（香港の解放）。同年9月16日、イギリスは日本軍の降伏を受け入れる儀式を執り行った。

### 王立香港防衛軍

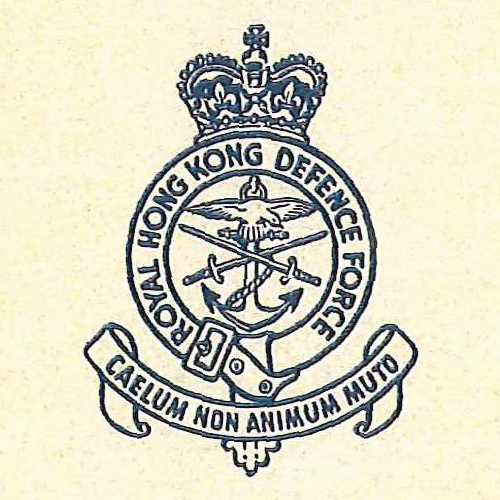
皇家香港防衛軍（Royal Hong Kong Defence Force）

1948年、香港義勇防衛軍は再編成を行った。1949年に香港防衛軍（英語: Hong Kong Defence Force、略称HKDF）が設立されると、香港義勇防衛軍は香港連隊（英語: Hong Kong Regiment、中国語: 香港軍團、略称HKR）として香港防衛軍の傘下となった。また、香港防衛軍の指揮下には空軍および海軍の部隊も編成された。
1950年代、朝鮮戦争の勃発やキャセイ・パシフィック航空機撃墜事件、続く台湾海峡危機により、東アジアおよび香港周辺の情勢は再び緊張した。この状況を受けて、香港政庁は防衛および治安対策の必要性に対応するため、1951年に立法局で第246章「強制服役条例」を可決した。この条例により、香港在住の華人を含めたイギリス籍の適齢者は、防衛軍またはその他治安部隊および民間防衛部隊への徴兵が可能となった。そのため、当時の防衛軍には志願兵だけでなく、徴兵制によって入隊した市民も含まれていた。1950年には、防衛軍は本部を跑馬地に設立した。
英国王ジョージ6世は1951年、第二次世界大戦における香港義勇防衛軍の貢献を称えるため、防衛軍に「Royal（皇家）」の称号を授与することを決定した。香港総督アレキサンダー・グランサムがイギリス国王を代表して新しい軍旗を授与し、王立香港防衛軍（英語: Royal Hong Kong Defence Force、中国語: 皇家香港防衛軍、略称RHKDF）と改名された。1957年、王立香港防衛軍は正規部隊と同様に、香港の戦いにおける功績を認められ、19の勲章と18回の感状が与えられた。また、香港の戦いを象徴する名誉称号が軍旗に刺繍されることとなった。
1959年、1933年に設置された香港皇家海軍志願後備隊は王立香港防衛軍に統合され、香港王立海軍後備隊（英語: Hong Kong Royal Naval Reserve、中国語: 香港皇家海軍後備隊、略称HKRNR）に改名され、防衛軍傘下の海軍部隊となった。1961年6月、第246章「強制服役条例」は撤廃され、防衛軍への参加は再び完全な志願制となった。

### 香港連隊の改組

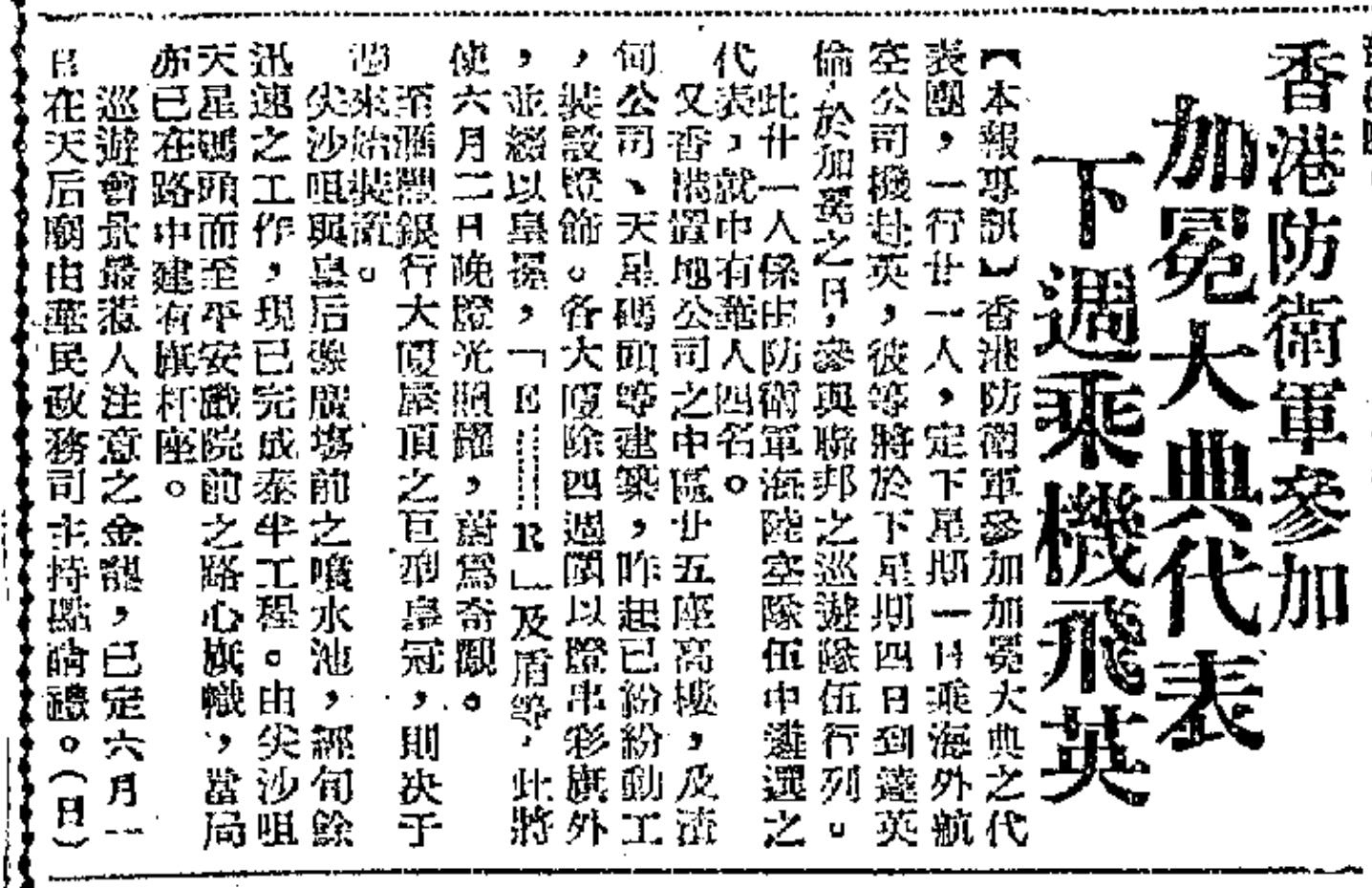
皇家香港防衛軍の21名がエリザベス2世の戴冠式典パレードに参加するため、来週ロンドンに向かうことを報じる1953年5月15日付『工商晚報』

1963年、香港連隊は改組されて軽装偵察団となり、駐港英軍の偵察任務を支援することとなった。この改組により、フェレット6輌が配備された。
1967年3月、王立香港防衛軍は海軍部隊を廃止し、香港王立海軍後備隊は解散した。同年初頭、中国政府の支援を受けた闘争委員会が香港で六七暴動を扇動し、また同年7月8日には中国軍が沙頭角警崗を攻撃して沙頭角銃撃戦が勃発した。闘争委員会はまた、香港・九龍の都市部で爆弾テロを起こした。香港連隊は内部保安業務を担当し、駐港英軍と共に香港警察を支援し、約6ヶ月間にわたり、51人が死亡した左派暴動を鎮圧した。

### 王立香港防衛軍の分割と再編
1970年、皇家香港防衛軍は再編成され、隷下の陸軍および空軍部隊はそれぞれ独立し、香港連隊と香港輔助空軍とに分離された。同時に、イギリス女王エリザベス2世はそれぞれの部隊に「Royal（皇家）」の名を授与し、これにより成立した王立香港連隊（英語: The Royal Hong Kong Regiment、中国語: 皇家香港軍團、略称RHKR）および王立香港輔助空軍（英語: The Royal Hong Kong Auxiliary Air Force、中国語: 皇家香港輔助空軍、略称RHKAAF）は、引き続き皇家香港防衛軍の名誉を継承することができた。さらに、王立香港連隊には「義勇軍」の名称も統合され、王立香港連隊（義勇軍）（英語: Royal Hong Kong Regiment (The Volunteers)、中国語: 皇家香港軍團（義勇軍）、略称RHKR (V)）となった。また、香港連隊は1963年以降、軽装偵察団として再編されており、英軍の騎兵部隊に相当するものとして運用されていたため、元々の連隊旗は王立香港防衛軍の解散を受けて変更が必要となった。このため、イギリス女王は英軍騎兵部隊の燕尾式軍旗を授与し、1971年5月8日に香港総督デイヴィッド・トレンチがイギリス女王を代表して軍団にこれをを授与した。
1979年6月16日、連隊は大陸香港間の境界警備に召集され、中国から流入する不法入境者への政庁の対応を支援すべく、辺境禁区に130名が派遣されて最短3日間の任務を遂行した。1980年10月24日、香港総督マクレホースは「タッチベース政策」の廃止を発表し、これに代えて不法移民の逮捕と強制送還を進める「即捕即解政策」を実施することを決定した。これを受け、連隊には総動員がかけられ、猶予期間中に駐港英軍および警察と共に不法移民の摘発に協力した。連隊は10月だけで555人を摘発した。
1983年、連隊は女性隊員で構成された女性部隊を結成し、第48グルカ歩兵旅団を支援することとなった。主な任務には、通訳、通信、救護の提供に加え、捜索任務を担うことが含まれていた。
1991年の6月から10月にかけて、軍団は石鼓洲にあるボートピープル収容センターで保安業務を実施し、そこで発生した深刻な船民暴動を成功裏に鎮圧した。

### 改組と兵役法
1984年12月19日に英中共同声明が調印され、香港は返還までの過渡期に突入した。香港政庁は1992年に、3年後に王立香港連隊を解散することを発表し、この決定は多くの人々に軍団への応募を促すこととなった。1993年6月6日、最後の175名の新兵が訓練を修了し、連隊は最後の卒業式を開催した。
1995年6月、連隊は最後の野戦訓練を実施した。同年9月2日午後には湾仔北部を行進して香港市民に向けて別れを告げ、同日夜、連隊は粉嶺の新囲軍営で卒業パレード（Passing out）を行った。9月3日、連隊メンバーは総督府前で警戒を行い、真夜中に最後の降旗式が行われ、軍団は正式に解散した。

## 構成

### 本部
王立香港連隊（義勇軍）本部は香港島跑馬地体育路1号にあった。当時の建物は1994年に取り壊され、土地は象徴的な賃料で香港ジョッキークラブとクレイゲンガー・クリケットクラブ（Craigengower Cricket Club、紀利華木球會）に貸与された。

### 職責
- 駐港英軍の香港防衛を補助すること
- 六七暴動などの非常事態には警察による香港の治安維持を補助すること
- 緊急時の防災・救援を補助すること

### 編制
王立香港連隊（義勇軍）は約950名の隊員と50名以上の事務職員を擁していた。連隊には、司令官（中佐）、訓練官（少佐）、軍需官（少佐）、副官（大尉）、軍団士官長（一等准尉）、および5名の中隊教官（二等准尉）が在籍しており、これらの役職はすべてイギリス軍から派遣された者によって担当されていた。
王立香港連隊（義勇軍）傘下には1つの連隊本部といくつかの中隊があった：
- 連隊本部には、行政分隊、通信分隊、情報小隊、医療小隊、連隊警察といった複数の異なる機能を持つ部隊が設置されていた。
- 本部中隊（1個中隊）は、さらに複数の機能分隊を持っていた。突撃隊は無線機、ジープ、アサルトボートを装備しており、また女性兵士部隊と支援部隊も設置されていた。
- 偵察中隊がA、B、C、Dの4個中隊あり、それぞれ無線機とジープを装備していた。
- 本土警衛中隊（1個中隊）は、41歳から55歳の団員で構成されていた。
- 訓練中隊（1個中隊）は、新兵訓練業務を担当した。
- 1個軍楽隊。

さらに、14歳から16歳の青少年で構成された「王立香港連隊（義勇軍）少年領袖団（英語: The Royal Hong Kong Regiment (The Volunteers) Junior Leader Corps、略称RHKR(V) J-Corps）」が設置されていた。教官は義勇軍の隊員が担当し、団員は規律、行進、応急処置、無線通信、射撃、ロッククライミング、水難救助、地図の読み方、リーダーシップの訓練を受けることが求められた。

### 訓練
王立香港連隊（義勇軍）隊員は、毎月2晩および週末1回の中隊集合訓練を受ける必要があった。毎年4月と11月には、隊員は9日にわたる入営集合訓練を行った。義勇軍はまた、信号、武器の使用、リーダーシップなどの訓練課程も実施していた。さらに、軍団は毎年、見習士官をイギリスのサンドハースト王立陸軍士官学校に派遣し、そこでイギリス国防義勇軍の見習い士官とともに、2週間の卒業試験訓練課程を受けることが求められた。また、軍団は定期的に駐港英軍が開催する軍事演習にも参加していた。
連隊の大部分の隊員はそれぞれ本来の職業に就いており、様々な専門分野から来ているため、それぞれに異なる専門技能を有していた。隊員は勤務中または訓練中に給与を受け取ることができ、さらに良好な出勤記録を保持し、毎年行われる個人の武器使用試験、戦闘能力試験、応急処置試験を通過した場合、年度賞与を受け取ることができた。

## 装備

### 車輌
王立香港連隊は主にイギリス設計の車両を使用していたが、最初に装備され、香港の戦いで使用された装輪装甲車は、実は香港で製造されたものであった。
以下は第二次世界大戦後に配備された主要な車輌である：
- フェレット（雪貂裝甲車）
- ランドローバー（越野路華）

### 武器
王立香港連隊は多様な武器を装備しており、一次大戦から二次大戦にかけての主要装備はリー・エンフィールド、ヴィッカース重機関銃、ルイス軽機関銃、ブレン軽機関銃であった。
以下は1970年代から1990年代にかけて使用された主な軽火器である：
- L1A1半自動步槍
- M16A2突擊步槍
- XM-177卡賓槍
- L85A1突擊步槍
- L86A1輕型支援武器
- L7通用機槍
- 斯特林衝鋒槍
- 雷明登870泵動式霰彈槍
- 法德魯防暴槍（英語版）
- 白朗寧大威力半自動手槍

## 連隊出身者
- エンリケ・アルベルト・デ・バロス・ボテルホ（中国語版）
- ハルナム・シン・グレワル（中国語版）
- 方心譲（中国語版）爵士
- 張奧偉爵士，CBE，QC，SC，JP
- サー・デイヴィッド・フォード（中国語版）爵士，LVO，OBE，KBE
- 鄧梓峰（中国語版）
- 林一鳴（中国語版）博士
- 曾守明（中国語版）